# Heeresaufklärungsschule
Die Heeresaufklärungsschule (HAufklS) in Munster ist eine der Ausbildungseinrichtungen des Heeres der Bundeswehr und Teil der Panzertruppenschule. Sie führt lehrgangsgebundene Führeraus- und -weiterbildung der Unteroffiziere und Offiziere der Heeresaufklärungstruppe durch. Die Schule wurde zum 1. Oktober 2007 als Ausbildungszentrum Heeresaufklärungstruppe (AusbZ HAufklTr) aufgestellt. Vom 1. Juli 2015 bis zum 31. März 2021 trug sie den Namen Ausbildungsbereich Heeresaufklärungstruppe (AusbBer HAufklTr).

## Auftrag
Die Aufträge sind:
- Durchführung von Lehrgängen in den Bereichen
  - Spähaufklärung
  - Gefechtsfeldradaraufklärung
  - Fernspähaufklärung
  - Unbemannte luftgestützte Aufklärung
  - Feldnachrichtenwesen im Pilotdienst für die Streitkräfte

Die fachspezifischen Lehrgänge für die Drohne KZO werden gemeinsam mit der Artillerieschule in Idar-Oberstein durchgeführt. Ausgebildet werden auch Angehörige der Marine, Luftwaffe sowie anderer Truppengattungen im Heer.

## Organisation
Der Leiter ist ein Offizier im Dienstgrad Oberst und zugleich General der Heeresaufklärungstruppe. 
Die Heeresaufklärungsschule gliedert sich in:
- Bereich Lehre
- Bereich Lehrgänge

Der Heeresaufklärungsschule untersteht der Technologiestützpunkt Tarnen und Täuschen in Storkow (Mark). Außerdem unterstand der Schule das Feldnachrichtenzentrum der Bundeswehr bis zu dessen Auflösung im Jahr 2008.

## Geschichte
In den Anfangsjahren der Bundeswehr gab es bereits eine zum 22. März 1956 aufgestellten Truppenschule für die Panzeraufklärungstruppe in Bremen, die bereits 1957 in die Panzertruppenschule in Munster eingegliedert wurde und damit vorläufig die letzte „große“ eigenständige Truppenschule für Aufklärung war.
Im Rahmen der Transformation der Bundeswehr wurde die Heeresaufklärungstruppe neu geschaffen. Dazu wurden 2007 Aufklärungskräfte mehrerer Truppengattungen, unter anderem der Panzeraufklärungstruppe, der Fernspähtruppe und der Feldnachrichtenkräfte sowie der Luftlandeaufklärer und Teile der Artillerieaufklärung (in erster Linie Drohnenaufklärungskräfte) zusammengefasst. Entsprechend wurde zum 1. Oktober 2007 mit dem Ausbildungszentrum Heeresaufklärungstruppe eine neue „Aufklärungsschule“ aufgestellt, die die Teilaufgaben mehrerer anderer Truppenschulen übernahm. Dazu zählten die Artillerieschule (vor allem Drohnenaufklärungsausbildung), die Panzertruppenschule (Panzeraufklärerausbildung, auch Aufklärung durch Kampf), das Ausbildungszentrum Spezielle Operationen (Fernspähausbildung) sowie das Feldnachrichtenzentrum der Bundeswehr (Ausbildung der Feldnachrichtenkräfte).
Zum 1. Juli 2015 wurde das Ausbildungszentrum Heeresaufklärungstruppe umgegliedert und unter dem Namen Ausbildungsbereich Heeresaufklärungstruppe neu aufgestellt und dem damaligen Ausbildungszentrum Munster unterstellt. 
Zum 1. April 2021 wurden zehn Ausbildungseinrichtungen des Heeres umbenannt und erhielten überwiegend ihre traditionellen Namen zurück. Der Ausbildungsbereich Heeresaufklärungstruppe erhielt den bislang nicht verwendeten Namen Heeresaufklärungsschule. Der Ausbildungszentrum Munster wurde durch Umbenennung zur (neuen) Panzertruppenschule.

## Verbandsabzeichen

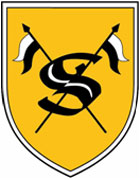
Internes Verbandsabzeichen

Das interne Verbandsabzeichen zeigt mit den gekreuzten Reiterlanzen ein traditionsreiches Symbol der deutschen Kavallerie, das bereits im Barettabzeichen der Panzeraufklärer und Fernspäher enthalten war und in vielen weitere Verbandsabzeichen der Aufklärungskräfte im Heer gezeigt wird. Der Wappenschild ist goldgelb und entspricht damit der der Kavallerie entlehnten Waffenfarbe der Heeresaufklärer. Das „S“ steht für Schule.